# Jörg Ottkowitz
Jörg Ottkowitz (* 1966) ist ein ehemaliger deutscher Footballspieler.

## Laufbahn
Der 1,85 Meter große Ottkowitz gehörte zur ersten Generation der Braunschweig Lions, die 1987 ihren Spielbetrieb aufnahmen. Er war von 1987 bis 1999 Mitglied der Mannschaft, kam in der Verteidigung zum Einsatz und trug zu den deutschen Meistertiteln 1997, 1998 und 1999 sowie zum Gewinn des Eurobowls 1999 bei. In den späten 1990er Jahren erlitt er zwei Kreuzbandrisse. 2003 wurde er in die vereinsinterne Ruhmeshalle der Braunschweiger aufgenommen.